# Mili (Musikprojekt)
Mili bzw. Project Mili ist ein im Jahr 2012 gestartetes Musikprojekt aus Japan, welches Elemente der klassischen Musik mit elektronischer Musik miteinander kombiniert.
Das Projekt steuerte seit der Gründung mehrere Stücke für Videospiele, Anime-Fernsehserien sowie Werbespots bei und komponierte Stücke für andere Musiker. Mili stand bis 2019 bei Saihate Records unter Vertrag und fungiert seitdem als Indie-Gruppe. Der YouTube-Kanal des Projektes zählt mehr als 500.000 Abonnenten und mehrere ihrer Werke erreichten Notierungen in den japanischen Musikcharts.
Der Name des Projektes ist an das Märchen „Liebe Mili“ der Gebrüder Grimm angelehnt.

## Geschichte
Sängerin und Liedtexterin Cassie Wei veröffentlichte in ihrer Zeit an der High School Coverversionen von Vocaloid-Stücken, die von Yamato Kasai unter einem anderen Pseudonym veröffentlicht wurden. Als dieser auf Weis Coverversionen aufmerksam wurde, nahm er über Twitter Kontakt zu ihr auf und bot ihr an, Mitglied seines neuen Musikprojektes zu werden. Wei nahm die Einladung an und Kasai wandte sich kurz darauf an seine Freunde Yukihimo Mitomo und Shoto Yoshida, mit denen er bereits in der Vergangenheit in einer Band spielte. Gemeinsam starteten sie das Musikprojekt Mili im August des Jahres 2012.
In den ersten Jahren produzierte Mili Musikstücke für verschiedene Videospiele wie den Rhythmusspielen Cytus und Deemo des taiwanesischen Spiele-Entwicklers Rayark. Mili produzierte auch Musikstücke für Spiele anderer Spielegenres wie Ender Lilies, Library of Ruina und Mahoyaku. Im Jahr 2016 komponierte und produzierte Mili erstmals ein Stück für eine Anime-Fernsehserie. Es folgten weitere Lieder, die für Anime komponiert und eingespielt wurden. So ist die Musik von Mili in diversen Vor- und Abspännen verschiedener Anime zu sehen, wie etwa in Goblin Slayer, Merc Storia: The Apathetic Boy and the Girl in a Bottle, Ghost in the Shell: SAC 2045, Gleipnir, The Executioner and Her Way of Life und Vermeil in Gold.
Bis August 2022 veröffentlichte Mili vier vollwertige Studioalben. Das Debütalbum Mag Mell erschien im Jahr 2014 über Saihate Records. In den Jahren 2016 und 2018 folgten mit Miracle Milk und Millenium Mother zwei weitere Studioalben über das Musiklabel. Im Jahr 2022 wurde mit Key Ingredient das insgesamt vierte Album herausgebracht. Zudem erschien 2017 ein Mini-Album unter dem Titel Hue. Mehrere Veröffentlichungen des Projektes erreichten Notierungen in den japanischen Single- und Albumcharts.
Konzerte spielt das Projekt größtenteils auf nationaler Ebene. So stehen mehrere Musikkonzertreisen durch Japan sowie Festivalauftritte auf dem Sommer Sonic und der Tokyo Game Show, aber auch Auftritte auf dem C3 AFA in Singapur und dem Anime Festival Asia in Malaysia im Portfolio des Musikprojektes. Im August 2023 spielte das Projekt im Rahmen der Fanconvention Pyrkon in Posen, Polen ihr erstes Konzert in Europa.
Im Jahr 2025 benannten Wissenschaftler ein fossiles Insekt (Staublaus) aus der Kreidezeit zu Ehren des künstlerischen Schaffens nach der Band: †Psyllipsocus mili.

## Musik
Das Musikprojekt kombiniert klassische mit elektronischer sowie post-klassischer Musik. Die Liedtexte von Cassie Wei sind in japanischer, chinesischer, französischer und englischer Sprache gehalten. Sie wurde in der Volksrepublik China geboren, wuchs jedoch in Kanada auf und lebt derzeit in Japan.
In einem Interview mit Lynzee Loveridge von Anime News Network aus dem Jahr 2022 erklärte Cassie Wei auf die Frage, welche Musiker oder Musikgruppen die Musik des Projektes am meisten beeinflusst hätten, dass ihre Einflüsse im J-Pop und im Speziellen bei Animesongs lägen, während Kasais Einflüsse durch sein früheres musikalisches Schaffen in der klassischen und Rockmusik lägen.

## Diskografie
Studioalben

| Jahr | Titel Musiklabel                 | Höchstplatzierung, Gesamtwochen, AuszeichnungChartsChartplatzierungen (Jahr, Titel, Musiklabel, Platzierungen, Wochen, Auszeichnungen, Anmerkungen) | Anmerkungen                              |
| Jahr | Titel Musiklabel                 | JP | Anmerkungen                              |
| ---- | -------------------------------- | --- | ---------------------------------------- |
| 2014 | Mag Mell Saihate Records         | JP31 (3 Wo.)JP | Erstveröffentlichung: 17. September 2014 |
| 2016 | Miracle Milk Saihate Records     | JP12 (4 Wo.)JP | Erstveröffentlichung: 12. Oktober 2016   |
| 2018 | Millenium Mother Saihate Records | JP17 (4 Wo.)JP | Erstveröffentlichung: 12. Oktober 2016   |
| 2022 | Key Ingredient Eigenproduktion   | — | Erstveröffentlichung: 2. Juni 2022       |